# Довже
Довже (словен. Dovže) — поселення в общині Мислиня, Регіон Корошка, Словенія. Висота над рівнем моря: 577,8 м.